# Andrzej Sieradzki
Andrzej Józef Sieradzki, pseudonimy literackie: Andy Collins, Amanda Taylor, Jennifer O’Hara, Andrzej Staniecki (ur. 2 kwietnia 1945 w Ostrowi Mazowieckiej) – polski futurolog, poeta, prozaik i publicysta. Autor stu kilkudziesięciu książek i ok. 1500 publikacji prasowych. Ukończył studia prawnicze i dziennikarskie na Uniwersytecie Warszawskim.

## Życiorys
Debiutował w 1980 roku jako poeta na łamach miesięcznika Poezja. Jest laureatem ogólnopolskich konkursów poetyckich oraz zdobywcą Literackiej Nagrody Roku za 1975 rok w dziedzinie literatury faktu. W swoim dorobku twórczym posiada utwory beletrystyczne, popularne poradniki, książki o tematyce religijnej, z dziedziny medycyny naturalnej i niekonwencjonalnej, psychologii, eschatologii, futurologii oraz historii cywilizacji. Zaliczany jest do światowej czołówki badaczy naszej przyszłości i komunikacji niewerbalnej. Od roku 1987 jest członkiem Oddziału Warszawskiego Związku Literatów Polskich.
W latach 1973–1988 był etatowym pracownikiem Służby Bezpieczeństwa. Od czerwca 1983 był kierownikiem Sekcji III Wydziału III-1 SUSW w Warszawie. W raporcie z 28 marca 1987 wyjaśniał, że jego utwory literackie nie mają związku z pełnioną służbą ani nie zawierają negatywnych treści politycznych, a także iż: „Posiadane możliwości i kontakty osobiste w środowisku literackim wykorzystuję również do realizacji zadań służbowych na odcinku operacyjnej ochrony i kontroli środowiska literackiego”. Ze służby w SB zwolniony 31 lipca 1988 roku w stopniu porucznika. Jego sylwetka została opisana w Biuletynie Instytutu Pamięci Narodowej nr 8-9/2008.

## Publikacje
- Mówione pod wiatr – Iskry, Warszawa 1986, ISBN 83-207-0811-7
- Na przekór – MAW, Warszawa 1986, ISBN 83-203-2431-9
- Malowanie powietrza – LSW, Warszawa 1988, ISBN 83-205-4097-6
- Testy i psychozabawy – Astrum, Wrocław 1992, ISBN 83-85242-72-4
- Mowa gwiazd – Astrum, Wrocław 1994, ISBN 83-85242-28-7
- Przyjaciel domu – Ethos, Warszawa 1995, ISBN 83-85268-27-8
- Wielka Księga Humoru Polskiego – Ethos, Warszawa 1995, ISBN 83-85268-28-6
- Medycyna niekonwencjonalna (t.1, t.2) – Astrum, Wrocław 1995, ISBN 83-86385-41-3
- Znaki zodiaku: cechy charakteru: kto z kim, czyli powinowactwo serc – Astrum, Wrocław 1995, ISBN 83-86385-46-4
- Sekrety medycyny naturalnej (praca zbiorowa) – Astrum, Wrocław 1996, ISBN 83-86385-44-8
- Vadmecum managera – Astrum, Wrocław 1997, ISBN 83-87197-18-1
- Przepowiednie dla Polski – Astrum, Wrocław 1999, ISBN 83-7249-023-6
- Przepowiednie dla świata (t,1,t.2,t.3) – Astrum, Wrocław 2000, ISBN 83-7249-045-7
- Trzecia Tajemnica Fatimska i inne sekretne Orędzia Kościoła – Astrum, Wrocław 2000, ISBN 83-7277-010-7
- Ogród... Horoskop i sennik nastolatków – Astrum, Wrocław 2000, ISBN 83-87197-83-1
- Leczenie stresu – Astrum, Wrocław 2000, ISBN 83-7277-011-5
- Co nam zagraża? – Astrum, Wrocław 2000, ISBN 83-7277-006-9
- Dzieje świata w pigułce. Zarys dziejów Polski i świata od pradziejów do roku 2000 – Arka, Wrocław 2000, ISBN 978-83-85647-57-0
- Trzynastu jeźdźców Apokalipsy – Astrum, Wrocław 2001, ISBN 83-7277-012-3
- Mowa ciała – Rytm, Warszawa 2001, ISBN 83-88794-31-0
- Trzecia wojna światowa według Nostradamusa – Rytm, Warszawa 2002, ISBN 978-83-60763-07-0
- Przepowiednie dla Polski i świata na III Tysiąclecie – KDC, Warszawa 2003, ISBN 83-89314-09-6
- Księga objawień Maryjnych od I do XX wieku (praca zbiorowa) – Adam, Warszawa 2003, ISBN 83-7232-242-2
- Znaczenie imion – KDC, Warszawa 2003, ISBN 83-89314-20-7
- Język ciała, gestów i zachowań – KDC, Warszawa 2003, ISBN 83-89314-01-0
- Unia, globalizm i III wojna światowa według Nostradamusa i innych – Arka, Wrocław 2004, ISBN 83-85-647-46-5
- Horoskopy z czterech stron świata – Kastor, Warszawa 2004, ISBN 83-919747-4-X
- Sennik senników. Współczesna interpretacja snów – Kastor, Warszawa 2004, ISBN 83-919747-0-7
- Skarbiec Imion – Kastor, Warszawa 2004, ISBN 83-919747-2-3
- Sekrety płci – Rytm, Warszawa 2004, ISBN 83-7399-052-6
- Tajemnice życia pozagrobowego. Pytania i odpowiedzi – Arka, Wrocław 2004, ISBN 83-85-647-45-7
- Moja uroda w moich rękach – Rytm, Warszawa 2005, ISBN 83-7399-106-9
- Moja figura zależy ode mnie – Rytm, Warszawa 2005, ISBN 83-7399-105-0
- Sakrament Pokuty i Pojednania. Odpusty Kościoła katolickiego – Maria Vincit, Wrocław 2006, ISBN 83-85-647-473
- Księga imion i patronów – Videograf II, Katowice 2008, ISBN 978-83-7183-856-9
- Dwanaście znaków zodiaku – Videograf II, Katowice 2008, ISBN 978-83-7183-594-0
- Wróżby i horoskopy – Videograf II, Katowice 2008, ISBN 978-83-7183-551-3
- Rok liturgiczny w rodzinie. Tradycja i obrzędy – Maria Vincit, Wrocław 2008, ISBN 978-83-85647-58-9
- Poradnik dobrej spowiedzi – Videograf II, Katowice 2008, ISBN 978-83-7183-567-4
- Najciekawsze horoskopy świata – Videograf II, Katowice 2008, ISBN 978-83-7123-661-9
- Tajemnice ludzkości – Videograf II, Katowice 2008, ISBN 978-83-7183-560-5
- Tajemnice Natury – Videograf II, Katowice 2009, ISBN 978-83-7183-561-2
- Największe tajemnice świata – Videograf II, Katowice 2009, ISBN 978-83-7183-7388
- Jan Paweł II i Trzeci Sekret Fatimski – Videograf II, Katowice 2010, ISBN 978-83-7628-015-8
- Rok 2012 – Videograf II, Katowice 2011, ISBN 978-83-7183-916-0